# بهادر نسيموف
بهادر أوديمجونوفيتش نسيموف (مواليد 2 مايو 1987) هو لاعب كرة قدم أوزبكستاني يجيد اللعب كمهاجم لصالح منتخب أوزبكستان، وهو غير مرتبط مع أي نادي حالياً.

## روابط خارجية
- بهادر نسيموف على موقع الاتحاد الدولي (مؤرشف)  (الإنجليزية)
- بهادر نسيموف على موقع دوري كوريا الجنوبية (الإنجليزية)
- بهادر نسيموف على موقع قاعدة بيانات كرة القدم.إي يو (الإنجليزية)
- بهادر نسيموف على موقع ناشيونال فوتبول تيمز (الإنجليزية)
- بهادر نسيموف على موقع Soccerway.com (الإنجليزية)